# Chef Defensie (algemeen)

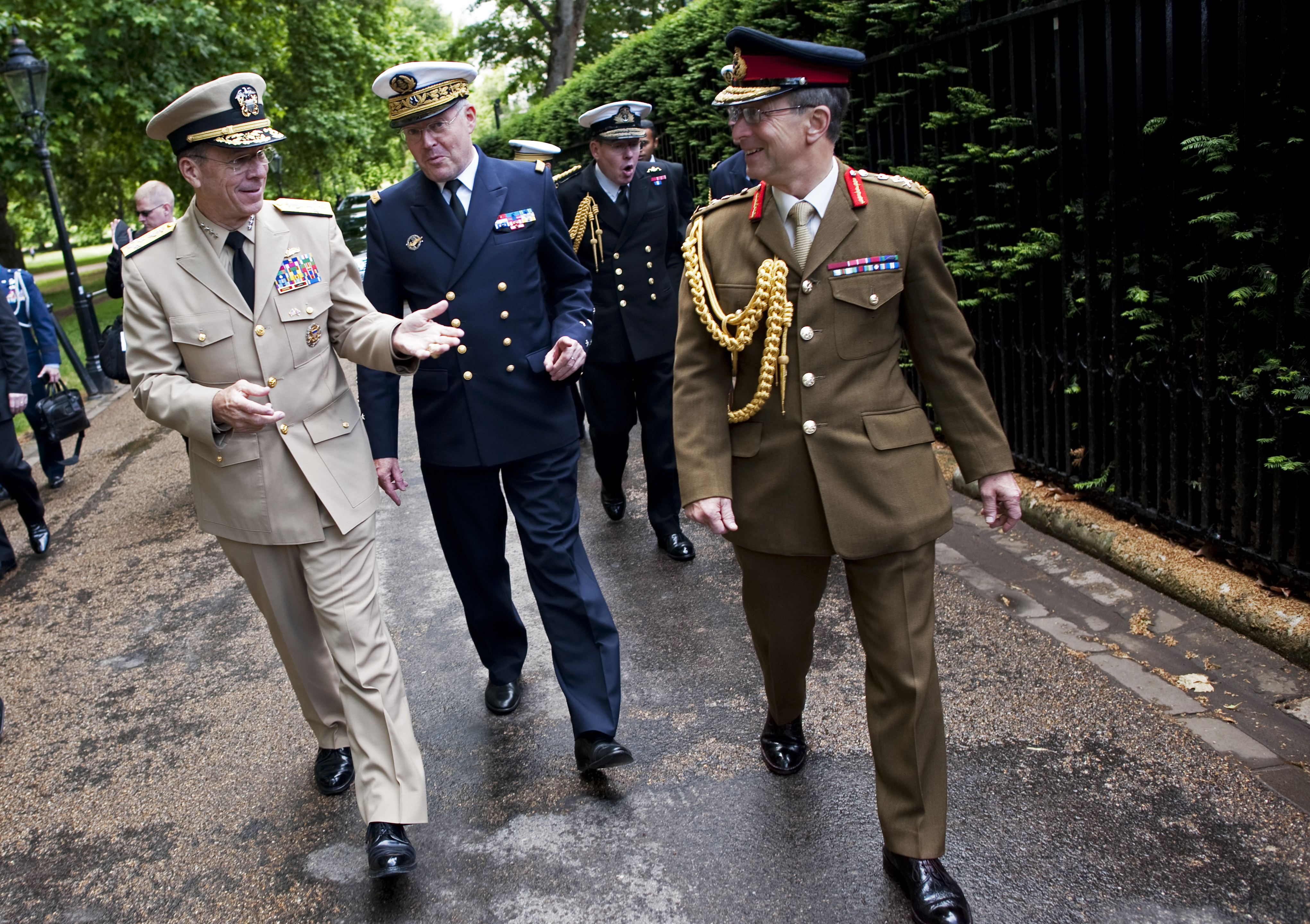
Drie CHODs, 10 juni 2011. Van links naar rechts:
Michael Mullen - Verenigde Staten
Édouard Guillaud - Frankrijk
David Richards - Verenigd Koninkrijk

De Chef Defensie, in het Engels Chief of Defence (CHOD), is de hoogste officier of stafchef van een land.
De term CHOD wordt gebruikt binnen de NAVO en de Europese Unie als algemene term voor de hoogste militaire positie in een land, in plaats van de daadwerkelijke term die gebruikt wordt voor de individuele positie. Ongeacht rang of positie, de hoogste officier wordt CHOD genoemd. Dus de Chairman of the Joint Chiefs of Staff is de CHOD van de Verenigde Staten, de Commandant der Strijdkrachten is de CHOD van Nederland, en de Chef Defensie is de CHOD van België.

## CHODs in NAVO-landen
| Land                | Positie                                                    |
| ------------------- | ---------------------------------------------------------- |
| Albanië             | Shefi i shtabit të përgjithshëm                            |
| België              | Chef Defensie Chef de la Défense                           |
| Bulgarije           | Началник на отбраната                                      |
| Canada              | Chief of the Defence Staff Chef d'état-major de la défense |
| Denemarken          | Forsvarschefen                                             |
| Duitsland           | Generalinspekteur der Bundeswehr                           |
| Estland             | Kaitseväe juhataja                                         |
| Finland             | Kommendören för Försvarsmakten Puolustusvoimain komentaja  |
| Frankrijk           | Chef d'état-major des armées                               |
| Griekenland         | Αρχηγός του Γενικού Επιτελείου Εθνικής Άμυνας              |
| Hongarije           | Vezérkari főnök                                            |
| IJsland             | Hoofd afdeling defensie                                    |
| Italië              | Capo di Stato Maggiore della Difesa                        |
| Kroatië             | Načelnik Glavnog stožera                                   |
| Letland             | Bruņoto spēku komandieris                                  |
| Litouwen            | Kariuomenės vadas                                          |
| Luxemburg           | Chef d’Etat-Major                                          |
| Nederland           | Commandant der Strijdkrachten                              |
| Noorwegen           | Forsvarssjefen                                             |
| Polen               | Szef Sztabu Generalnego                                    |
| Portugal            | Chefe do Estado-Maior General das Forças Armadas           |
| Roemenië            | Şef al Statului Major General                              |
| Sierra Leone        | Náčelník generálneho štábu                                 |
| Slowakije           | Načelnik Generalštaba                                      |
| Spanje              | Jefe del Estado Mayor de la Defensa                        |
| Tsjechië            | Náčelník Generálního štábu                                 |
| Turkije             | Genelkurmay Başkanıdır                                     |
| Verenigd Koninkrijk | Chief of the Defence Staff                                 |
| Verenigde Staten    | Chairman of the Joint Chiefs of Staff                      |
| Zweden              | Överbefälhavaren                                           |

## CHODS in non-NAVO EU-landen
| Land       | Positie                       |
| ---------- | ----------------------------- |
| Cyprus     | Αρχηγός                       |
| Ierland    | Defence Forces Chief of Staff |
| Malta      | ?                             |
| Oostenrijk | Chef des Generalstabes        |

## CHODS in andere landen
| Land      | Positie                                             |
| --------- | --------------------------------------------------- |
| Australië | Chief of the Defence Force                          |
| Brazilië  | Estado Maior Conjunto das Forças Armadas            |
| China     | Generale staf van het Chinese Volksbevrijdingsleger |
| Israël    | Ramatkal                                            |
| Rusland   | Chef van de Generale Staf                           |